# Frank Windsor
Frank Windsor (* 12. Juli 1928 in Walsall, Staffordshire, England als Frank W. Higgins; † 30. September 2020 in London) war ein britischer Schauspieler.

## Leben
Windsor begann seine Karriere 1957 mit einer Nebenrolle im britischen Fernsehfilm A Man for All Seasons. 1962 erhielt er die Rolle des Detective Sergeant John Watt in der Polizeiserie Z Cars, durch die er beim britischen Fernsehpublikum bekannt wurde. Nach 128 Episoden wurde er in der Serie zum Detective Inspector befördert und wechselte daraufhin 1966 zum Spin-off Softly, Softly (eine gewisse Parallele zu Fritz Weppers Harry Klein, der vom Kommissar zu Derrick wechselte und vom Kriminalhauptmeister zum Inspektor befördert wurde).
Bis 1969 war er in 84 Folgen dieser Serie zu sehen. Zwischenzeitlich zum Detective Chief Inspector befördert, wechselte er 1969 als Detective Superintendent zu einem weiteren Spin-off von Z Cars, Task Force Police. Bis 1976 wirkte er in 123 Episoden dieser Serie mit, zuletzt als Detective Chief Superintendent. Als John Watt wurde Windsor derart populär, dass dieser 1973 im britischen Fernsehen in einer eigenständigen Miniserie zunächst den „Jack the Ripper“-Fall untersuchte. Danach recherchierte er 1976 in einer weiteren Miniserie verschiedene historische Verbrechen, wie die Lindbergh-Entführung, den Reichstagsbrand und den Mord an Lizzie Borden. Ein letztes Mal spielte er John Watt 1978 in einem Gastauftritt in Z Cars.
Auch in den 1980er und 1990er Jahren war er regelmäßig im britischen Fernsehen zu sehen, unter anderem in den Serien Doctor Who und Inspector Barnaby. Zuletzt hatte er zwischen 2003 und 2004 eine wiederkehrende Gastrolle in der Krankenhausserie Casualty. Dem deutschsprachigen Publikum dürfte er am ehesten durch seine Darstellung des Colin Campbell im ZDF-Abenteuervierteiler Die Abenteuer des David Balfour aus dem Jahr 1978 mit Ekkehardt Belle in der Titelrolle bekannt sein.
Neben seinen großen Erfolgen als Fernsehschauspieler hatte Windsor auch gelegentliche Spielfilmauftritte. So spielte er unter anderem Nebenrollen in John Schlesingers Filmdrama Sunday, Bloody Sunday mit Peter Finch, in der Filmkomödie Die Schlemmerorgie mit George Segal, Jacqueline Bisset, Robert Morley und Philippe Noiret sowie in dem Abenteuerfilm Revolution mit Al Pacino und Donald Sutherland.
Windsor starb im Alter von 92 Jahren am 30. September 2020 in London.

## Filmografie (Auswahl)

### Fernsehen
- 1962–1965: Z Cars
- 1966–1969: Softly Softly
- 1968: Mit Schirm, Charme und Melone (The Avengers)
- 1969: Randall & Hopkirk – Detektei mit Geist (Randall and Hopkirk (Deceased))
- 1969–1976: Task Force Police (Softly Softly: Task Force)
- 1978: Die Abenteuer des David Balfour (Kidnapped)
- 1983: Doctor Who: The King’s Demons
- 1989: Der Doktor und das liebe Vieh (All Creatures Great and Small)
- 1989: Doctor Who: Ghost Light
- 1992: EastEnders
- 1999: Inspector Barnaby (Midsomer Murders, Folge: Der Würger von Raven’s Wood)
- 1991, 2003–2004: Casualty

### Film
- 1963: Lockender Lorbeer (This Sporting Life)
- 1970: Hering und Portwein (Spring and Port Wine)
- 1971: Sunday, Bloody Sunday (Sunday Bloody Sunday)
- 1978: Die Schlemmer-Orgie (Who Is Killing the Great Chefs of Europe?)
- 1979: James jr. schlägt zu (The London Connection)
- 1985: Die letzte Jagd (The Shooting Party)
- 1985: Revolution